# TOZ-106
TOZ-106은 1993년 러시아에서 개발한 산탄총이다.

## 디자인
토즈는 소련의 MTs 20-01 사냥용 샷건의 컴팩트 버전이다.
이 총기는 좀 더 컴팩트하게 만들기 위한 밑으로 접히는 철 개머리판과, 권총 그립이 있다. 나머지는 나무로 이루어져있다. 이 샷건은 본래 사냥용 샷건으로 광고되었지만 농부들, 모험가들, 여행가들, 캠퍼들, 트럭 운전사, 그리고 시골이나 야생에서 쓰기 위한 호신용 총기가 필요했던 사람들 사이에서 유명해졌다. 불법으로 총신을 자른 소련 샷건들은 역사적으로 "Death of a collective farm chairman" (러시아어: Смерть председателя)라는, 그 샷건들의 사용 방법을 짐작하게 할 수 있는 별명을 얻었고, TOZ-106 샷건은 자연적으로 그 이름을 이어받았다. 이 샷건은 사냥꾼들 사이에서 미지근한 환영을 받았지만, 어떻게 되었는지 다친 사냥감을 끝내는 데에는 유명했다.

## 사용국
- 벨라루스 - 사냥용 화기로써 인정된다.[4]
- 카자흐스탄 - 경비업체에서 사용된다.[5]
- 러시아 - 사냥용 화기로써 인정된다.[6]

## 대중문화
- 타르코프에서 산탄총으로 등장한다.